# Michel Farinel
Michel Farinel, auch Michel Farinelli, (* 23. Mai 1649 in Grenoble; † 18. Juni 1726 in La Tronche, heute ein Vorort von Grenoble) war ein französischer Violinist und Komponist des Barock. Er war der ältere Bruder von Jean-Baptiste Farinel.

## Leben und Wirken
Michel Farinel erhielt Kompositionsunterricht durch Giacomo Carissimi in Rom. Ab 1672 war er wieder in Frankreich und heiratete Marie-Anne Cambert (1647–1724), eine Tochter des nach London emigrierten Komponisten Robert Cambert. Das Paar reiste 1679 mit einer Operntruppe unter der Leitung des Librettisten Henry Guichard nach Spanien. In Madrid wurde Farinel Superintendent von Musik und Ballett der spanischen Königin Marie-Louise, einer Tochter des Herzogs von Orléans. Als er 1688 nach Frankreich zurückkehrte, erhielt er einen Posten als Violinist am Hofe von Versailles. Ein Jahr später ließ er sich in der Nähe seiner Geburtsstadt Grenoble nieder, wo er die Stelle des Kapellmeisters am Nonnenkloster Monastère royal de Montfleury in Corenc erhielt und die Leitung der Konzerte in der Abtei Ste Cécile in Grenoble übernahm.
Ab August 1692 war Michel Farinel beamteter Vizekontrolleur des Zahlmeisters für die Offiziersgehälter des Parlamentes des Dauphiné (payeur des gages des officiers du Parlement du Dauphiné), diesen Posten bekleidete er bis wenige Monate vor seinem Tode.
1696 vertonte Farinel eine Sammlung geistlicher Verse von Henry Guichard, die den Nonnen von Montfleury gewidmet waren. Diese Werke sind verschollen, sowohl die Musik als auch die Texte. Farinels bekanntestes Werk sind seine Variationen über das Folia Thema, welches in England unter dem Namen Farinel’s oder „Faronels Ground“ bekannt wurden, sie wurden 1685 durch John Playford in dessen Sammlung The Division Violin in London veröffentlicht. Eine von Farinel geschriebene Autobiografie gilt als verschollen.